# Urdaneta (Trujillo)
Urdaneta è un comune del Venezuela situato nello Stato di Trujillo.
Il capoluogo del comune è la città di La Quebrada.